# George I van Griekenland
Christiaan Willem Ferdinand Adolf George (Grieks: Γεώργιος A', Βασιλεύς των Ελλήνων, Georgios A', Vasilefs ton Ellinon, George de Eerste, Koning der Grieken) (Kopenhagen, 24 december 1845 – Thessaloniki, 18 maart 1913) was als George I koning van Griekenland vanaf 1863 tot zijn dood in 1913.
Als Deense prins werd hij als zeventienjarige jongen door het Griekse parlement gekozen als koning van Griekenland nadat een jaar eerder koning Otto was afgezet. Zijn benoeming werd ook door de Grote Mogendheden goedgekeurd (Verenigd Koninkrijk van Groot-Brittannië en Ierland, het Tweede Franse Keizerrijk en het Russische Rijk).
Als eerste Griekse monarch van een nieuwe dynastie, werd zijn 50 jaar lange regering (de langste in de moderne Griekse geschiedenis) gekenmerkt door de territoriale winsten van Griekenland en vestigde het zijn plaats in de periode voor de Eerste Wereldoorlog. Twee weken voor zijn 50-jarig regeringsjubileum en mede in de periode van de Eerste Balkanoorlog werd George I vermoord. In scherp contrast met zijn eigen regering, waren de regeringen van zijn opvolgers kort en onveilig.
George I is de overgrootvader van de Britse koning Charles III.

## Jeugd en familie
George werd geboren als Prins Willem van Denemarken (Christiaan Willem Ferdinand Adolf George van Sleeswijk-Holstein-Sonderburg-Glücksburg) in Kopenhagen als tweede zoon van prins Christiaan van Sleeswijk-Holstein-Sonderburg-Glücksburg en diens vrouw prinses Louise van Hessen-Kassel. Tot zijn bestijging van de troon in Griekenland, stond hij bekend als Prins Willem (Vilhelm), de naam van zijn grootvader zowel aan zijn vaderskant als aan moederskant, Frederik Willem van Sleeswijk-Holstein-Sonderburg-Glücksburg en Willem van Hessen-Kassel. In 1852 werd zijn vader benoemd tot troonopvolger van de koning van Denemarken, Frederik VII. Toen werd hij Prins Willem van Denemarken en ook zijn broers en zussen kregen de titel Prins of Prinses van Denemarken.

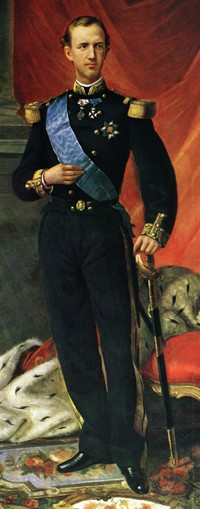
Een jonge koning George

Willem was een jongere broer van Frederik (1843-1912) die in 1906 koning werd en huwde met prinses Louise van Zweden en van Alexandra (1844-1925) de vrouw van koning Edward VII van het Verenigd Koninkrijk. Willem was een oudere broer van Dagmar (1847-1928) die tsarina van Rusland werd door haar huwelijk met tsaar Alexander III van Rusland (toen Dagmar huwde kreeg ze de naam Maria Fjodorovna), Thyra (1853-1933) die huwde met Ernst August II van Hannover en Waldemar (1858-1939) die Marie van Bourbon-Orléans huwde.
Willem begon zijn carrière bij de Koninklijke Deense Marine, maar toen hij zeventien werd, werd hij door het Griekse parlement gekozen tot nieuwe Koning der Hellenen op 30 maart 1863, als gevolg van de gedwongen abdicatie van Koning Otto. Hij werd koning nog voor zijn vader dat deed. Vader Christiaan werd koning van Denemarken op 15 november van hetzelfde jaar.

## Leven
Na het vertrek van Otto I leverde het Deense koningshuis Sleeswijk-Holstein-Sonderburg-Glücksburg een koning en wel de achttienjarige prins Willem, tweede zoon van Christiaan IX, die de naam van George I aannam. De slanke en energieke koning trouwde enkele jaren later met Olga Konstantinova, kleindochter van Nicolaas I van Rusland.
George I leefde sober, werkte hard en reisde vier jaar door het land om de moeilijkheden van zijn volk te leren kennen. Deense architecten zetten de bouwactiviteiten voort, die de Beierse bouwmeesters onder Otto I begonnen waren.
Ondanks de democratische grondwet van 1864 (algemeen mannenkiesrecht, vrijheid van pers en godsdienst) bleef Griekenland van een stabiele democratie verstoken. Dé strijdvraag van regering en parlement bleef: de nog onder Turks bewind staande Griekse gebieden met geweld bevrijden, of de Turken te vriend houden om aan het economische herstel van eigen land te kunnen werken.
Als huwelijksgeschenk voor de nieuwe koning had Engeland in 1864 de Ionische Eilanden afgestaan en in 1877 werd het vruchtbare Thessalië bij Griekenland gevoegd.

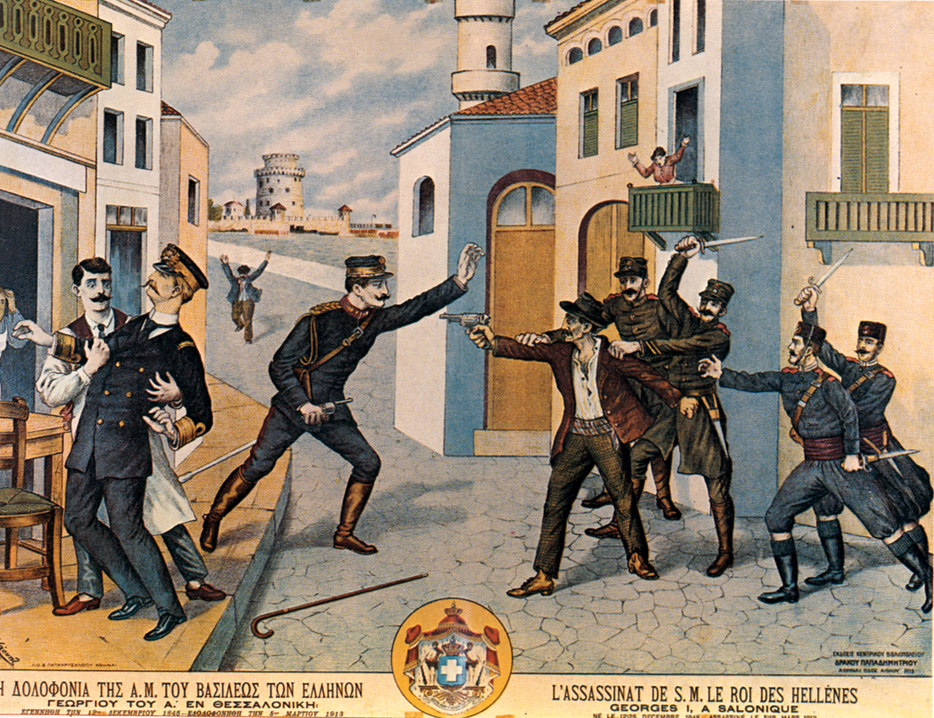
De aanslag op koning George I in Thessaloníki
(1913), Karl Haupt

In 1913, na de Balkanoorlogen, volgden Kreta, Noord-Griekenland en een aantal Egeïsche eilanden. In datzelfde jaar werd de populaire koning George I, toen hij door de straten van de pas verworven stad Thessaloníki wandelde, door een geesteszieke, Alexandros Schinas, doodgeschoten. Zijn oudste zoon Constantijn volgde hem op.

## Kinderen
Koning George I en koningin Olga hadden acht kinderen:
| Afbeelding | Naam                 | Geboren          | Overleden         | Bijzonderheden |
| ---------- | -------------------- | ---------------- | ----------------- | --- |
|            | Koning Constantijn I | 2 augustus 1868  | 11 januari 1923   | Huwde Sophie van Pruisen, een dochter van keizer Frederik III van Duitsland en keizerin Victoria, dochter van koningin Victoria van het Verenigd Koninkrijk. Werd na de dood van George I, koning van Griekenland. Zijn regering viel niet in goede aarde. Vooral zijn steun aan Duitsland, was onpopulair. Daarom werd hij in 1917 afgezet, en opgevolgd door zijn tweede zoon Alexander. In 1920 keerde hij terug op de troon, maar moest in 1922 opnieuw aftreden. |
|            | Prins George         | 24 juni 1869     | 25 november 1957  | Huwde prinses Marie Bonaparte, een verre nakomeling van Lucien Bonaparte, een broer van keizer Napoleon I van Frankrijk. |
|            | Prinses Alexandra    | 30 augustus 1870 | 24 september 1891 | Werd door haar huwelijk met Paul Aleksandrovitsj een Grootvorstin van Rusland. Uit haar huwelijk werden Maria en Dimitri geboren. |
|            | Prins Nicolaas       | 22 januari 1872  | 8 februari 1938   | Hij huwde grootvorstin Helena Vladimirovna van Rusland, een kleindochter van tsaar Alexander II van Rusland. Zijn jongste dochter Marina huwde George, hertog van Kent, een zoon van koning George V. |
|            | Prinses Maria        | 3 maart 1876     | 14 december 1940  | Huwde grootvorst George Michajlovitsj van Rusland, een kleinzoon van tsaar Nicolaas I van Rusland. Grootvorst George werd tijdens de Russische Revolutie vermoord. Maria kon Rusland verlaten, en stierf te Athene. |
|            | Prinses Olga         | 26 maart 1880    | 21 oktober 1880   | Stierf zeer jong. |
|            | Prins Andreas        | 20 januari 1882  | 3 december 1944   | Huwde Alice van Battenberg, uit hun huwelijk werden vier dochters geboren en een zoon: Philip, die huwde met koningin Elizabeth II van het Verenigd Koninkrijk. |
|            | Prins Christoffel    | 10 augustus 1888 | 21 januari 1940   | Hij was korte tijd verloofd met prinses Alexandra van Fife, kleindochter van koning Eduard VII van het Verenigd Koninkrijk. Hij huwde een onbekende Amerikaanse vrouw, None (Nonnie) May Stewart Worthington, die prinses Anastasia van Griekenland werd. In 1929 huwde hij Françoise de Guise, prinses van Orléans, met haar kreeg hij een zoon. |

## Kwartierstaat (voorouders)
| Frederik Karel Lodewijk van Sleeswijk-Holstein-Sonderburg-Beck (1757-1816) | Frederik Karel Lodewijk van Sleeswijk-Holstein-Sonderburg-Beck (1757-1816) | Frederik Karel Lodewijk van Sleeswijk-Holstein-Sonderburg-Beck (1757-1816) | Frederik Karel Lodewijk van Sleeswijk-Holstein-Sonderburg-Beck (1757-1816) | Frederik Karel Lodewijk van Sleeswijk-Holstein-Sonderburg-Beck (1757-1816) | Frederik Karel Lodewijk van Sleeswijk-Holstein-Sonderburg-Beck (1757-1816) | Frederica Amalia van Schlieben (1757-1827)                                | Frederica Amalia van Schlieben (1757-1827)                                | Frederica Amalia van Schlieben (1757-1827)                                | Frederica Amalia van Schlieben (1757-1827)                                | Frederica Amalia van Schlieben (1757-1827) | Frederica Amalia van Schlieben (1757-1827) |                                          |                                          | Karel van Hessen-Kassel (1744-1836)      | Karel van Hessen-Kassel (1744-1836)      | Karel van Hessen-Kassel (1744-1836)          | Karel van Hessen-Kassel (1744-1836)          | Karel van Hessen-Kassel (1744-1836)          | Karel van Hessen-Kassel (1744-1836)          | Louise van Denemarken (1750-1831)            | Louise van Denemarken (1750-1831)            | Louise van Denemarken (1750-1831)    | Louise van Denemarken (1750-1831)    | Louise van Denemarken (1750-1831)    | Louise van Denemarken (1750-1831)    |  |  | Frederik van Hessen-Kassel (1747-1837) | Frederik van Hessen-Kassel (1747-1837) | Frederik van Hessen-Kassel (1747-1837) | Frederik van Hessen-Kassel (1747-1837) | Frederik van Hessen-Kassel (1747-1837) | Frederik van Hessen-Kassel (1747-1837) | Carolina van Nassau-Usingen (1762-1823) | Carolina van Nassau-Usingen (1762-1823) | Carolina van Nassau-Usingen (1762-1823) | Carolina van Nassau-Usingen (1762-1823) | Carolina van Nassau-Usingen (1762-1823) | Carolina van Nassau-Usingen (1762-1823) |                                      |                                      | Frederik van Denemarken (1753-1805)  | Frederik van Denemarken (1753-1805)  | Frederik van Denemarken (1753-1805)         | Frederik van Denemarken (1753-1805)         | Frederik van Denemarken (1753-1805)         | Frederik van Denemarken (1753-1805)         | Sophia Frederika van Mecklenburg-Schwerin (1758-1794) | Sophia Frederika van Mecklenburg-Schwerin (1758-1794) | Sophia Frederika van Mecklenburg-Schwerin (1758-1794) | Sophia Frederika van Mecklenburg-Schwerin (1758-1794) | Sophia Frederika van Mecklenburg-Schwerin (1758-1794) | Sophia Frederika van Mecklenburg-Schwerin (1758-1794) |  |  |  |  |  |  |  |  |  |  |  |  |  |  |  |  |  |  |  |  |  |  |  |  |  |  |  |  |  |  |  |  |  |  |  |  |  |  |  |  |  |  |  |  |  |  |  |  |
| Frederik Karel Lodewijk van Sleeswijk-Holstein-Sonderburg-Beck (1757-1816) | Frederik Karel Lodewijk van Sleeswijk-Holstein-Sonderburg-Beck (1757-1816) | Frederik Karel Lodewijk van Sleeswijk-Holstein-Sonderburg-Beck (1757-1816) | Frederik Karel Lodewijk van Sleeswijk-Holstein-Sonderburg-Beck (1757-1816) | Frederik Karel Lodewijk van Sleeswijk-Holstein-Sonderburg-Beck (1757-1816) | Frederik Karel Lodewijk van Sleeswijk-Holstein-Sonderburg-Beck (1757-1816) | Frederica Amalia van Schlieben (1757-1827)                                | Frederica Amalia van Schlieben (1757-1827)                                | Frederica Amalia van Schlieben (1757-1827)                                | Frederica Amalia van Schlieben (1757-1827)                                | Frederica Amalia van Schlieben (1757-1827) | Frederica Amalia van Schlieben (1757-1827) |                                          |                                          | Karel van Hessen-Kassel (1744-1836)      | Karel van Hessen-Kassel (1744-1836)      | Karel van Hessen-Kassel (1744-1836)          | Karel van Hessen-Kassel (1744-1836)          | Karel van Hessen-Kassel (1744-1836)          | Karel van Hessen-Kassel (1744-1836)          | Louise van Denemarken (1750-1831)            | Louise van Denemarken (1750-1831)            | Louise van Denemarken (1750-1831)    | Louise van Denemarken (1750-1831)    | Louise van Denemarken (1750-1831)    | Louise van Denemarken (1750-1831)    |  |  | Frederik van Hessen-Kassel (1747-1837) | Frederik van Hessen-Kassel (1747-1837) | Frederik van Hessen-Kassel (1747-1837) | Frederik van Hessen-Kassel (1747-1837) | Frederik van Hessen-Kassel (1747-1837) | Frederik van Hessen-Kassel (1747-1837) | Carolina van Nassau-Usingen (1762-1823) | Carolina van Nassau-Usingen (1762-1823) | Carolina van Nassau-Usingen (1762-1823) | Carolina van Nassau-Usingen (1762-1823) | Carolina van Nassau-Usingen (1762-1823) | Carolina van Nassau-Usingen (1762-1823) |                                      |                                      | Frederik van Denemarken (1753-1805)  | Frederik van Denemarken (1753-1805)  | Frederik van Denemarken (1753-1805)         | Frederik van Denemarken (1753-1805)         | Frederik van Denemarken (1753-1805)         | Frederik van Denemarken (1753-1805)         | Sophia Frederika van Mecklenburg-Schwerin (1758-1794) | Sophia Frederika van Mecklenburg-Schwerin (1758-1794) | Sophia Frederika van Mecklenburg-Schwerin (1758-1794) | Sophia Frederika van Mecklenburg-Schwerin (1758-1794) | Sophia Frederika van Mecklenburg-Schwerin (1758-1794) | Sophia Frederika van Mecklenburg-Schwerin (1758-1794) |  |  |  |  |  |  |  |  |  |  |  |  |  |  |  |  |  |  |  |  |  |  |  |  |  |  |  |  |  |  |  |  |  |  |  |  |  |  |  |  |  |  |  |  |  |  |  |  |
|                                                                            |                                                                            |                                                                            |                                                                            |                                                                            |                                                                            |                                                                           |                                                                           |                                                                           |                                                                           |                                            |                                            |                                          |                                          |                                          |                                          |                                              |                                              |                                              |                                              |                                              |                                              |                                      |                                      |                                      |                                      |  |  |                                        |                                        |                                        |                                        |                                        |                                        |                                         |                                         |                                         |                                         |                                         |                                         |                                      |                                      |                                      |                                      |                                             |                                             |                                             |                                             |                                                       |                                                       |                                                       |                                                       |                                                       |                                                       |  |  |  |  |  |  |  |  |  |  |  |  |  |  |  |  |  |  |  |  |  |  |  |  |  |  |  |  |  |  |  |  |  |  |  |  |  |  |  |  |  |  |  |  |  |  |  |  |
|                                                                            |                                                                            |                                                                            |                                                                            | Frederik Willem van Sleeswijk- Holstein-Sonderburg-Glücksburg (1785-1831)  | Frederik Willem van Sleeswijk- Holstein-Sonderburg-Glücksburg (1785-1831)  | Frederik Willem van Sleeswijk- Holstein-Sonderburg-Glücksburg (1785-1831) | Frederik Willem van Sleeswijk- Holstein-Sonderburg-Glücksburg (1785-1831) | Frederik Willem van Sleeswijk- Holstein-Sonderburg-Glücksburg (1785-1831) | Frederik Willem van Sleeswijk- Holstein-Sonderburg-Glücksburg (1785-1831) |                                            |                                            |                                          |                                          |                                          |                                          | Louise Caroline van Hesse-Kassel (1789-1867) | Louise Caroline van Hesse-Kassel (1789-1867) | Louise Caroline van Hesse-Kassel (1789-1867) | Louise Caroline van Hesse-Kassel (1789-1867) | Louise Caroline van Hesse-Kassel (1789-1867) | Louise Caroline van Hesse-Kassel (1789-1867) |                                      |                                      |                                      |                                      |  |  |                                        |                                        |                                        |                                        | Willem van Hessen-Kassel (1787-1867)   | Willem van Hessen-Kassel (1787-1867)   | Willem van Hessen-Kassel (1787-1867)    | Willem van Hessen-Kassel (1787-1867)    | Willem van Hessen-Kassel (1787-1867)    | Willem van Hessen-Kassel (1787-1867)    |                                         |                                         |                                      |                                      |                                      |                                      | Louise Charlotte van Denemarken (1789-1864) | Louise Charlotte van Denemarken (1789-1864) | Louise Charlotte van Denemarken (1789-1864) | Louise Charlotte van Denemarken (1789-1864) | Louise Charlotte van Denemarken (1789-1864)           | Louise Charlotte van Denemarken (1789-1864)           |                                                       |                                                       |                                                       |                                                       |  |  |  |  |  |  |  |  |  |  |  |  |  |  |  |  |  |  |  |  |  |  |  |  |  |  |  |  |  |  |  |  |  |  |  |  |  |  |  |  |  |  |  |  |  |  |  |  |
|                                                                            |                                                                            |                                                                            |                                                                            | Frederik Willem van Sleeswijk- Holstein-Sonderburg-Glücksburg (1785-1831)  | Frederik Willem van Sleeswijk- Holstein-Sonderburg-Glücksburg (1785-1831)  | Frederik Willem van Sleeswijk- Holstein-Sonderburg-Glücksburg (1785-1831) | Frederik Willem van Sleeswijk- Holstein-Sonderburg-Glücksburg (1785-1831) | Frederik Willem van Sleeswijk- Holstein-Sonderburg-Glücksburg (1785-1831) | Frederik Willem van Sleeswijk- Holstein-Sonderburg-Glücksburg (1785-1831) |                                            |                                            |                                          |                                          |                                          |                                          | Louise Caroline van Hesse-Kassel (1789-1867) | Louise Caroline van Hesse-Kassel (1789-1867) | Louise Caroline van Hesse-Kassel (1789-1867) | Louise Caroline van Hesse-Kassel (1789-1867) | Louise Caroline van Hesse-Kassel (1789-1867) | Louise Caroline van Hesse-Kassel (1789-1867) |                                      |                                      |                                      |                                      |  |  |                                        |                                        |                                        |                                        | Willem van Hessen-Kassel (1787-1867)   | Willem van Hessen-Kassel (1787-1867)   | Willem van Hessen-Kassel (1787-1867)    | Willem van Hessen-Kassel (1787-1867)    | Willem van Hessen-Kassel (1787-1867)    | Willem van Hessen-Kassel (1787-1867)    |                                         |                                         |                                      |                                      |                                      |                                      | Louise Charlotte van Denemarken (1789-1864) | Louise Charlotte van Denemarken (1789-1864) | Louise Charlotte van Denemarken (1789-1864) | Louise Charlotte van Denemarken (1789-1864) | Louise Charlotte van Denemarken (1789-1864)           | Louise Charlotte van Denemarken (1789-1864)           |                                                       |                                                       |                                                       |                                                       |  |  |  |  |  |  |  |  |  |  |  |  |  |  |  |  |  |  |  |  |  |  |  |  |  |  |  |  |  |  |  |  |  |  |  |  |  |  |  |  |  |  |  |  |  |  |  |  |
|                                                                            |                                                                            |                                                                            |                                                                            |                                                                            |                                                                            |                                                                           |                                                                           |                                                                           |                                                                           | Christiaan IX van Denemarken (1818-1906)   | Christiaan IX van Denemarken (1818-1906)   | Christiaan IX van Denemarken (1818-1906) | Christiaan IX van Denemarken (1818-1906) | Christiaan IX van Denemarken (1818-1906) | Christiaan IX van Denemarken (1818-1906) |                                              |                                              |                                              |                                              |                                              |                                              |                                      |                                      |                                      |                                      |  |  |                                        |                                        |                                        |                                        |                                        |                                        |                                         |                                         |                                         |                                         | Louise van Hessen-Kassel (1817-1898)    | Louise van Hessen-Kassel (1817-1898)    | Louise van Hessen-Kassel (1817-1898) | Louise van Hessen-Kassel (1817-1898) | Louise van Hessen-Kassel (1817-1898) | Louise van Hessen-Kassel (1817-1898) |                                             |                                             |                                             |                                             |                                                       |                                                       |                                                       |                                                       |                                                       |                                                       |  |  |  |  |  |  |  |  |  |  |  |  |  |  |  |  |  |  |  |  |  |  |  |  |  |  |  |  |  |  |  |  |  |  |  |  |  |  |  |  |  |  |  |  |  |  |  |  |
|                                                                            |                                                                            |                                                                            |                                                                            |                                                                            |                                                                            |                                                                           |                                                                           |                                                                           |                                                                           | Christiaan IX van Denemarken (1818-1906)   | Christiaan IX van Denemarken (1818-1906)   | Christiaan IX van Denemarken (1818-1906) | Christiaan IX van Denemarken (1818-1906) | Christiaan IX van Denemarken (1818-1906) | Christiaan IX van Denemarken (1818-1906) |                                              |                                              |                                              |                                              |                                              |                                              |                                      |                                      |                                      |                                      |  |  |                                        |                                        |                                        |                                        |                                        |                                        |                                         |                                         |                                         |                                         | Louise van Hessen-Kassel (1817-1898)    | Louise van Hessen-Kassel (1817-1898)    | Louise van Hessen-Kassel (1817-1898) | Louise van Hessen-Kassel (1817-1898) | Louise van Hessen-Kassel (1817-1898) | Louise van Hessen-Kassel (1817-1898) |                                             |                                             |                                             |                                             |                                                       |                                                       |                                                       |                                                       |                                                       |                                                       |  |  |  |  |  |  |  |  |  |  |  |  |  |  |  |  |  |  |  |  |  |  |  |  |  |  |  |  |  |  |  |  |  |  |  |  |  |  |  |  |  |  |  |  |  |  |  |  |
|                                                                            |                                                                            |                                                                            |                                                                            |                                                                            |                                                                            |                                                                           |                                                                           |                                                                           |                                                                           |                                            |                                            |                                          |                                          |                                          |                                          |                                              |                                              |                                              |                                              |                                              |                                              |                                      |                                      |                                      |                                      |  |  |                                        |                                        |                                        |                                        |                                        |                                        |                                         |                                         |                                         |                                         |                                         |                                         |                                      |                                      |                                      |                                      |                                             |                                             |                                             |                                             |                                                       |                                                       |                                                       |                                                       |                                                       |                                                       |  |  |  |  |  |  |  |  |  |  |  |  |  |  |  |  |  |  |  |  |  |  |  |  |  |  |  |  |  |  |  |  |  |  |  |  |  |  |  |  |  |  |  |  |  |  |  |  |
|                                                                            |                                                                            |                                                                            |                                                                            |                                                                            |                                                                            |                                                                           |                                                                           |                                                                           |                                                                           |                                            |                                            |                                          |                                          |                                          |                                          |                                              |                                              |                                              |                                              |                                              |                                              |                                      |                                      |                                      |                                      |  |  |                                        |                                        |                                        |                                        |                                        |                                        |                                         |                                         |                                         |                                         |                                         |                                         |                                      |                                      |                                      |                                      |                                             |                                             |                                             |                                             |                                                       |                                                       |                                                       |                                                       |                                                       |                                                       |  |  |  |  |  |  |  |  |  |  |  |  |  |  |  |  |  |  |  |  |  |  |  |  |  |  |  |  |  |  |  |  |  |  |  |  |  |  |  |  |  |  |  |  |  |  |  |  |
|                                                                            |                                                                            |                                                                            |                                                                            | Frederik VIII van Denemarken (1843-1912)                                   | Frederik VIII van Denemarken (1843-1912)                                   | Frederik VIII van Denemarken (1843-1912)                                  | Frederik VIII van Denemarken (1843-1912)                                  | Frederik VIII van Denemarken (1843-1912)                                  | Frederik VIII van Denemarken (1843-1912)                                  |                                            |                                            | Alexandra van Denemarken (1844-1925)     | Alexandra van Denemarken (1844-1925)     | Alexandra van Denemarken (1844-1925)     | Alexandra van Denemarken (1844-1925)     | Alexandra van Denemarken (1844-1925)         | Alexandra van Denemarken (1844-1925)         |                                              |                                              | George I van Griekenland (1845-1913)         | George I van Griekenland (1845-1913)         | George I van Griekenland (1845-1913) | George I van Griekenland (1845-1913) | George I van Griekenland (1845-1913) | George I van Griekenland (1845-1913) |  |  | Dagmar van Denemarken (1847-1928)      | Dagmar van Denemarken (1847-1928)      | Dagmar van Denemarken (1847-1928)      | Dagmar van Denemarken (1847-1928)      | Dagmar van Denemarken (1847-1928)      | Dagmar van Denemarken (1847-1928)      |                                         |                                         | Thyra van Denemarken (1853-1933)        | Thyra van Denemarken (1853-1933)        | Thyra van Denemarken (1853-1933)        | Thyra van Denemarken (1853-1933)        | Thyra van Denemarken (1853-1933)     | Thyra van Denemarken (1853-1933)     |                                      |                                      | Waldemar van Denemarken (1858-1939)         | Waldemar van Denemarken (1858-1939)         | Waldemar van Denemarken (1858-1939)         | Waldemar van Denemarken (1858-1939)         | Waldemar van Denemarken (1858-1939)                   | Waldemar van Denemarken (1858-1939)                   |                                                       |                                                       |                                                       |                                                       |  |  |  |  |  |  |  |  |  |  |  |  |  |  |  |  |  |  |  |  |  |  |  |  |  |  |  |  |  |  |  |  |  |  |  |  |  |  |  |  |  |  |  |  |  |  |  |  |